# Akabane
Stacja Akabane (jap. 赤羽駅 Akabane-eki) jest stacją kolejową obsługiwaną przez Japońską Kolej Wschodnią w  dzielnicy Kita w Tokio, Japonia.

## Linie kolejowe
- Linia Akabane
- Linia Tōhoku Main
- Linia Takasaki
- Linia Keihin-Tōhoku
- Linia Shōnan-Shinjuku
- Linia Saikyō